# 吕、留、犬丘之战
鄭攻宋吕、留、犬丘之戰，前572年秋天，楚共王為回應晉國及諸侯聯軍於洧上之戰大敗鄭國及入侵楚國，他派遣子辛率領楚軍救鄭國，入侵宋國呂邑（今江蘇省徐州東南）和留（今江蘇省沛縣東南）。鄭卿子然亦率領軍隊入侵宋國，攻取犬丘（今河南省永城市）。